# Peter von der Rennen

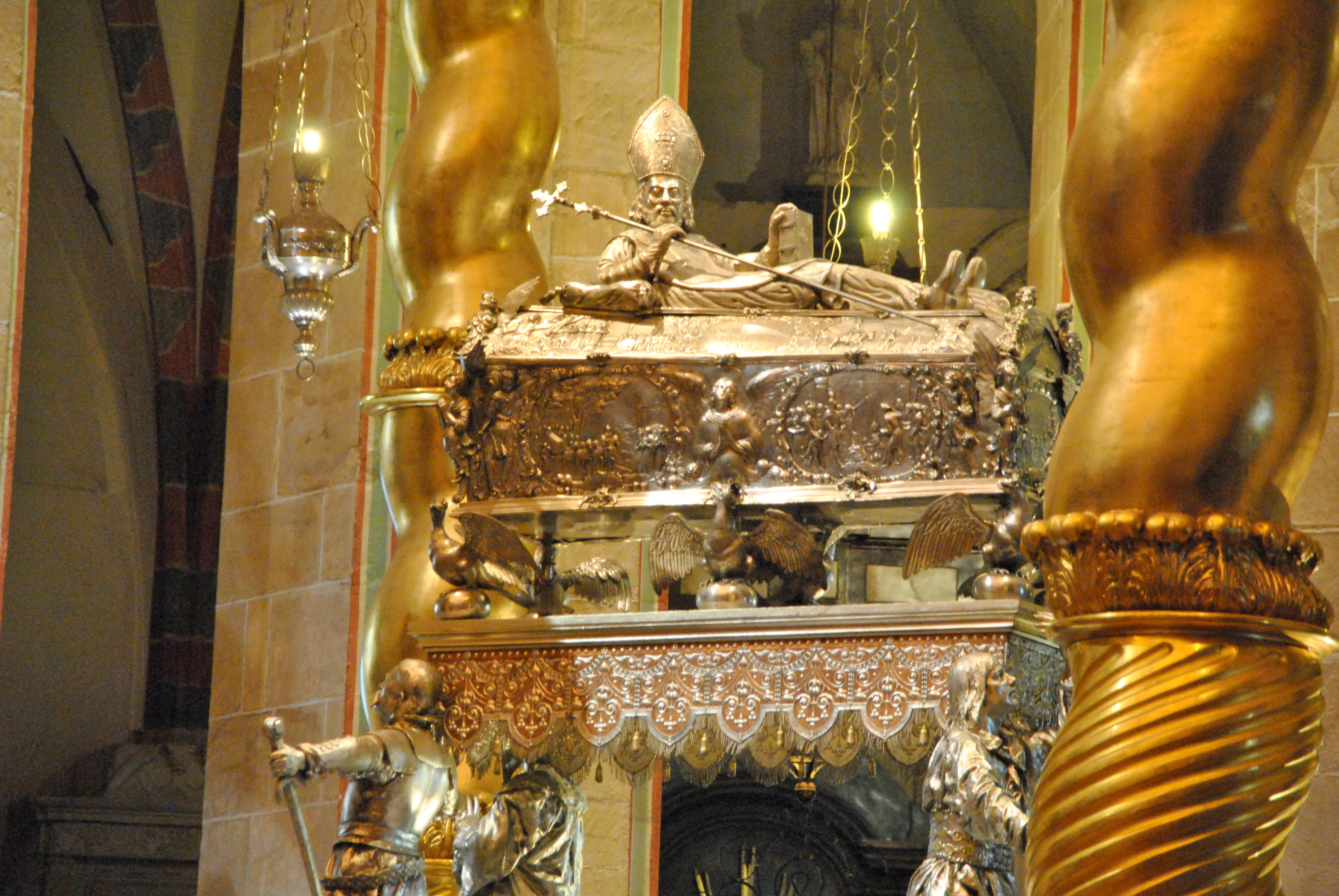
Reliquiar des Hl. Wojciech aus dem Jahre 1662

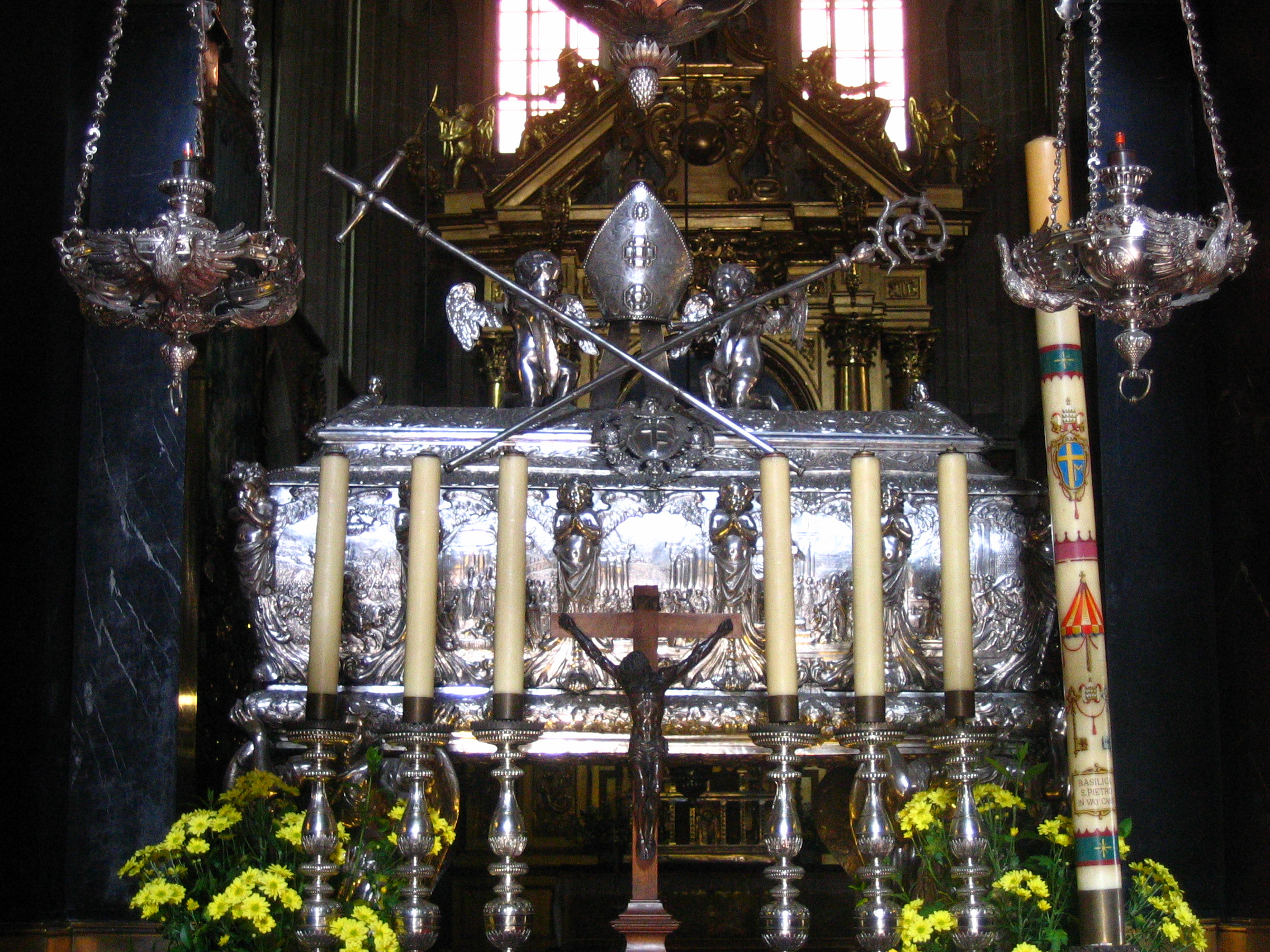
Reliquiar des Hl. Stanisław für die Wawel-Kathedrale in Krakau

Peter von der Rennen (* 4. September 1607 in Danzig; † 9. August 1669 ebenda) war ein deutscher Goldschmied aus Danzig, der heute vor allem für seine beiden herausragenden Werke in der Erzkathedrale von Gniezno und der Wawel-Kathedrale in Krakau bekannt ist.

## Leben
Sein Vater Reinhard von der Rennen (* ca. 1565 in Linn) wanderte nach Danzig aus, wo er 1592 Goldschmiedemeister wurde. Sein Sohn und Schüler Peter wuchs in der Stadtrepublik Danzig auf, wurde dort stark durch den Stein- und Bildhauer Wilhelm Richter beeinflusst, erhielt 1636 seinen Meisterbrief als Goldschmied und erlangte 1648 das Bürgerrecht. Bekannt wurde er vor allem durch seine beiden größten Werke in der Erzkathedrale von Gniezno sowie der Wawel-Kathedrale in Krakau. Er trug maßgeblich zur Blüte des florierenden Danziger Kunsthandwerks des ausgehenden 17. Jahrhunderts bei.

## Werke (Auswahl)
- 1640/44: Sedilien in Silbertreibarbeit für das Ermländische Domkapitel in der Kathedrale Mariä Himmelfahrt und St. Andreas Frombork (während des Zweiten Nordischen Kriegs eingeschmolzen)
- 1646: ovale Silberschale mit der Darstellung Alexander des Großen und des Hohepriesters von Jerusalem für den Danziger Rat; befand sich noch bis 1953 im Besitz des Freiherrn Schenk von Tautenburg in Doba
- 1660/62: silbernes Castrum doloris: Reliquiar des Hl. Wojciech in der Erzkathedrale von Gniezno; 1987 nach Diebstahl restauriert
- 1669: silbernes Castrum doloris: Reliquiar des Hl. Stanisław in der Wawel-Kathedrale in Krakau